# Castilleja patriotica
Castilleja patriotica är en snyltrotsväxtart som beskrevs av Merritt Lyndon Fernald. Castilleja patriotica ingår i släktet målarborstar, och familjen snyltrotsväxter. Inga underarter finns listade i Catalogue of Life.